# Đại học Ngoại ngữ Osaka
Đại học Ngoại ngữ Osaka (tiếng Nhật: 大阪外国語大学 Ōsaka gaikokugo daigaku), viết tắt Ōsaka gaidai (大阪外大), Hangaidai (阪外大) hay Daigaidai (大外大),  là một trường đại học nghiên cứu và giáo dục ở Minoh, Osaka, Nhật Bản. Trường chuyên về đào tạo ngoại ngữ và nghiên cứu văn hóa của các quốc gia liên quan đó. Trường đang xem xét phương án sáp nhập với Đại học Osaka và có thể trở thành một khoa ngoại ngữ của Đại học Osaka sau tháng 10 năm 2007.

## Lịch sử
Trường được thành lập tháng 12 năm 1921 với tên gọi Trường Ngoại ngữ Osaka tại Uehonmachi, thành phố Osaka, từ khoản tiền tặng của Choko Hayashi. Trường dạy 9 thứ tiếng, bao gồm tiếng Trung là môn chính.
Năm 1944, trường được đổi tên thành Trường Ngoại giao Osaka và được dời đến Takatsuki trong vài năm và sau đó quay lại địa điểm ban đầu ở thành phố Osaka.
Năm 1949, theo Luật Đại học, trường được nâng cấp thành Đại học Ngoại ngữ Osaka và có 12 ngoại ngữ được giảng dạy là môn chính.
Năm 1979, trường được dời đến địa điểm hiện nay và ở ngoại ô thành phố Minoh. Trường hiện giảng dạy 25 ngôn ngữ hiện đại là môn chính và 16 ngôn ngữ hiện đại và cổ đại là môn phụ.

## Các cựu sinh viên nổi tiếng
- Ryotaro Shiba (cựu sinh viên của Trường Ngoại ngữ Osaka)
- Chin Shunshin (Chen Shunchen) (cựu sinh viên của Trường Ngoại giao Osaka)
- Seizo Okada
- Thị trưởng Thành phố Minoh, Osaka - Junichi Fujisawa